# Pieter Bustijn
Pieter Bustijn (né en 1649, mort le 22 novembre 1729), francisé parfois en Pierre Bustyn par les éditeurs, est un musicien, organiste et carillonneur néerlandais actif à la fin du XVIIe et au début du XVIIIe siècle.

## Vie et œuvre
Natif de Middelbourg, capitale de la Zélande, il y demeure jusqu'à la fin de sa vie. En 1681, il devient carillonneur et organiste de la Nieuwe Kerk de cette ville, succédant au poste de Remigius Schrijver. Très peu d'éléments de sa biographie nous sont connus.
Un bon deux tiers des psaumes versifiés en néerlandais par Matthias van Westhuyse a été mis en musique par lui et Schrijver, qui utilisèrent à ce fin des mélodies nouvelles au lieu de celles, mieux répandues, du psautier calviniste de Petrus Dathenus ; ces psaumes furent publiés en 1682. Cet ouvrage est perdu.

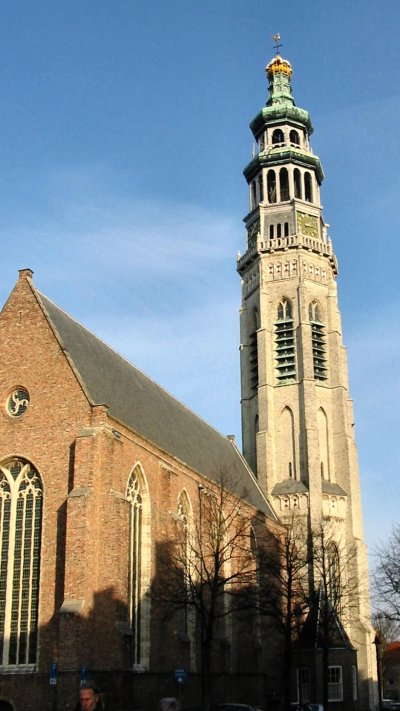
Nieuwe Kerk de Middelburg.

Seules ses « IX Suittes pour le Clavessin »  [sic] publiées en 1712 par Estienne Roger à Amsterdam nous sont parvenues. Un exemplaire de ce recueil était en possession de Johann Sebastian Bach.
Les neuf suites de danses suivent la forme musicale traditionnelle de l'époque baroque, respectant l'alternance des tempos et l'unité de tonalité. Elles sont composées de préludes, d‘allemandes au tempo modéré, de courantes au tempo vif, de sarabandes au tempo lent ou de gigues au tempo vif. Certaines sont augmentées d'arias (n° 6, 8, 9), de variations (n° 4 et 8), de gavottes (n° 5 et 9), la dernière (la seule à n'avoir ni allemande, ni courante) possèdent même une bourrée.
- Suite I, en ré mineur : Preludio - Allemanda - Corrente - Sarabanda - Giga
- Suite II, en ré majeur : Preludio - Allemanda - Corrente - Sarabanda - Giga
- Suite III, en sol majeur : Preludio - Allemanda - Corrente - Sarabanda - Giga
- Suite IV, en do majeur : Preludio - Allemanda - Corrente - Sarabanda - Giga - Variatio
- Suite V, en sol mineur : Preludio - Allemanda - Corrente - Sarabanda - Tempo di gavotta
- Suite VI, en la mineur : Preludio - Allemanda - Corrente - Sarabanda - Aria - Giga - Variatio
- Suite VII, en mi majeur : Preludio - Allemanda - Corrente - Sarabanda - Giga
- Suite VIII, en la majeur : Preludio - Allemanda - Corrente - Sarabanda - Giga - Aria - Variatio prima - Variatio seconda
- Suite IX en ré majeur : Intrada - Corrente - Sarabanda - Aria - Tempo di Borée - Gavotta - Menuet

## Ressources

### Enregistrements
- Harpsichord in the Netherlands, Bob van Asperen (Sony B00000277E, 1991) - Enregistrement de la seule Suitte No. 5 en sol mineur
- Unico Van Wassenaer & Contemporaries, Jacques Ogg (en) (Globe #5101, 1993) - Enregistrement de la seule Suitte No. 6 en la mineur
- Pieter Bustijn - Suittes pour le Clavessin, Alessandro Simonetto (OnClassical OC49B, 2011, aussi Brilliant Classics 94187, 2011) - Enregistrement de toutes les neuf suittes